# Мунтяну Наталія Андріївна
Наталія Андріївна Мунтяну (рум. Natalia Munteanu; нар. 1 грудня 1993, Унгени, Молдова) — молдовська футболістка, також виступає на позиції польового гравця. Гравчиня збірної Молдови. Майстер спорту Молдови (2010).

## Життєпис
Вихованка спортивної школи міста Унгени, перший тренер — Анатолій Петрович Бакалець. Незважаючи на те, що основний позицією футболістки є воротарська, у багатьох матчах грала в ролі нападника або на інших позиціях в поле.
У дорослому футболі розпочала виступати в клубах чемпіонату Молдови. У 2011 році в складі команди «Голіадор-СШ-11» стала чемпіонкою та володаркою Кубку Молдови, причому в фіналі Кубка проти УТМ (1:0) відзначилася вирішальним голом.
З 2012 року виступала в чемпіонаті Білорусі за клуб «Надія-Дніпро» (Могильов). У перших двох сезонах в основному грала в поле і відрізнялася високою результативністю. Чотири рази в матчах з аутсайдерами відзначалася по 5 м'ячами за поєдинок, один з таких матчів виграли з рахунком 34:0. З 2014 року частіше грала на позиції воротаря. Ставала бронзовим призером чемпіонату Білорусі в 2014, 2015, 2016.
У 2017 році перейшла в російський клуб «Дончанка» (Азов). Дебютний матч у чемпіонаті Росії зіграла 30 квітня 2017 проти «Єнісея». Всього у вищій лізі Росії зіграла 6 матчів.
Після вильоту «Дончанки» з вищої ліги повернулася в Білорусь, де протягом сезону виступала за «Німан». У 2019 році грала за молдовський клуб «Агаріста-СС» (Аненій Ной), в його складі брала участь в матчах жіночої Ліги чемпіонів. Провела 8 матчів, з яких 5 — в полі та забила 4 м'ячі при 2 результативних передачах. Ще три гри зіграла в Лізі чемпіонів, де відобразила 1 пенальті.
Влітку 2019 року перейшла до румунський клуб «Університатя» (Галац). З 2020 року грала в Білорусі за «Динамо-БДУФК», з яким стала чемпіонкою і володаркою Кубку країни.
Виступала за молодіжну та національну збірну Молдови. У складі національної збірної зіграла щонайменше 24 матчів у відбіркових матчах чемпіонатів світу та Європи. 6 квітня 2017 року відзначилася першим голом за збірну — реалізувала пенальті в матчі проти Андорри.

## Досягнення

### Командні
«Голіадор-СШ-11»
- Чемпіонат Молдови
  -  Чемпіон (1): 2011
- Кубок Молдови
  -  Володар (1): 2011

«Агаріста-СС» (Аненій Ной)
- Чемпіонат Молдови
  -  Чемпіон (1): 2018/19
- Кубок Молдови
  -  Володар (1): 2018/19

### Особисті
- Найкраща гравчині Чемпіонату Молдови з футзалу: 2019